# Diacilglicerol cinasa tipo 1
Las diacilglicerol cinasas tipo 1 (EC 2.7.1.107) son enzimas que catalizan la conversión de diacilglicerol (DAG) a ácido fosfatídico (PA) utilizando ATP como fuente de fosfato.
1,2-diacilglicerol + ATP {\displaystyle \rightleftharpoons } 1,2-diacilglicerol-3-fosfato + ADP
Los genes de las diacilglicerol cinasas tipo 1 presentes en el ser humano son: DGKA, DGKB y DGKG. Este tipo de diacilglicerol cinasas se caracteriza por la presencia de dominios mano EF y dominios homólogos a la recoverina.

## DGKA
Una vez estimulada la célula, la DGKA tiene como función la conversión del mensajero secundario diacilglicerol en fosfatidato, iniciando así la resíntesis de fosfatidilinositoles y atenuando la actividad de la proteína cinasa C. Es estimulada por el calcio y la fosfatidilserina. Es fosforilada por la proteína cinasa C. Se presenta como monómero. Se expresa en los linfocitos y células oligodendrogliales.

## DGKB
La DGKB exhibe gran actividad fosforiladora sobre los diacilglicerol de cadena larga. Es estimulada por la fosfatidilserina. Se localiza en el citoplasma.

## DGKG
La DGKG revierte el flujo normal de la biosíntesis de glicerolípidos fosforilando el diacilglicerol a ácido fosfatídico. Requiere fosfatidilserina para tener máxima actividad. Se localiza en el citoplasma o a la membrana a la que puede estar fuertemente unida. Se expresa predominantemente en la retina y en menor medida en el cerebro. Otros tejidos contienen muy bajos niveles de DGKG.